# Stanley Prusiner
Stanley Benjamin Prusiner (Des Moines, 18 de maio de 1942) é um médico neurologista estadunidense.
Atualmente é diretor do Instituto de Doenças Neurodegenerativas na Universidade da Califórnia em São Francisco (UCSF). Prusiner descobriu príons, uma classe infecciosa que se auto-reproduzem em patógenos principalmente ou exclusivamente compostas de proteína. Foi agraciado com o Nobel de Fisiologia ou Medicina de 1997.